# Biserica Sfinții Împărați Constantin și Elena din Cernavodă
Biserica Sfinții Împărați Constantin și Elena din Cernavodă este un monument istoric aflat pe teritoriul orașului Cernavodă.